# Fortezza Albornoz
La Rocca di Albornoz (o Fortezza Albornoz) è un edificio militare situato ad Orvieto e a cui si può accedere da Piazza Cahen. Oggi (2022) ospita i principali giardini pubblici cittadini. Anche se la rocca si è conservata solo in parte, vi si possono ancora ammirare la bella torre e parte del perimetro murario, da cui è visibile un suggestivo  panorama  con la  vallata del fiume Paglia.
All’interno della rocca, inoltre, sono presenti alcune opere bronzee dello scultore statunitense Jack Zajac e si trova anche la casa natale del compianto giornalista Luigi Barzini.

## Storia
Il progetto della rocca, edificata in un punto strategico di Orvieto, sul limite orientale della rupe su cui si estende la cittadina, nei pressi di Porta Postierla (o Soliana), fu affidato all’architetto militare Ugolino di Montemarte, la cui nobile famiglia aveva dei possedimenti nella zona, e rientra nell’opera di riordino e riorganizzazione del potere papale in Italia centrale ad opera del Cardinale Egidio Albornoz, che provvide a far erigere nelle città ricondotte sotto il giogo del Pontefice  una serie di fortificazioni, che assolvevano a una duplice funzione, strategico-militare e simbolica.
La fortificazione originale, che risale al 1364, era costituita da un quadrilatero di cinta muraria circondata da un ampio fossato e con ponti levatoi. Oggi ne resta solo una parte, con la torre che sovrasta Porta Soliana (poi anche detta “Porta Rocca”).
La costruzione della rocca si situa nell’ottava e ultima fase dell’urbanistica medievale orvietana, in seguito all’avvento del Cardinale Egidio Albornoz, che restaurò sulla città il potere pontificio, il cui segno tangibile fu proprio la realizzazione della fortezza. Essendo ormai gli edifici pubblici quasi del tutto abbandonati, la rocca fu, insieme al Duomo (che era in lenta costruzione), uno dei due poli urbani di Orvieto. Sulle macerie del quartiere popolare di San Martino, raso al suolo in buona parte per motivi militari di sicurezza, fu avviata così la costruzione della fortezza, la cui proposta, secondo i modi albornoziani, era stata in realtà presentata formalmente dal Comune stesso, dopo la “libera annessione” di quest’ultimo allo Stato pontificio.
Come infatti scrive un cronista:
Già nel 1389, la Rocca subì una prima distruzione in un periodo di lotte interne cittadine, da parte di Luca I Monaldeschi della Cervara che era in lotta con i Monaldeschi del Cane. Nel 1413, Francesco I Orsini fece rafforzare il sistema difensivo della rocca ma, appena un anno dopo, le nuove fortificazioni non riusciranno a respingere gli assalti di Ladislao I di Napoli. Ridotta in cattive condizioni, la fortezza fu infine ricostruita, quando la città fu definitivamente assoggettata allo Stato Pontificio, ad opera di Antonio da Carpi sul vecchio perimetro, con l’aggiunta di un torrione circolare o ribellino a protezione della porta, e terminata nel 1450 sotto la supervisione di Bernardo Rossellino. Nel 1527, quando si rifugiò a Orvieto dopo il Sacco di Roma, il papa Clemente VII fece costruire nei suoi pressi, commissionandolo ad Antonio da Sangallo il Giovane, che era già responsabile delle fortificazioni della rocca, un pozzo (detto quindi “Pozzo della Rocca” e in seguito “Pozzo di San Patrizio”), a servizio della costruzione e per l’approvvigionamento idrico della città.
La rocca venne terminata sotto i pontefici Paolo II e Urbano VIII (1620), per poi essere nuovamente  restaurata da Alessandro VII, come mostrato dalle loro armi sulla porta d'ingresso e dalla seguente iscrizione:
"ALEXANDER VII. PONT. MAX. MARIUS CHISIUS S. R. E.CAP. GENERALIS ARCE VETUSTATE COLLABENTE REFECIT ODOARDO CYBO GUBERNATORE REPARATAE SECURITATIS MONUM.POS. URBEVETANA CIVITAS ANNO SAL. MDCLVIII SCIP. MANCINO CONF ET IO PAUL AUGERIO CONS".
Nell’Ottocento, la rocca perse la funzione difensiva originaria per diventare un luogo destinato al pubblico: nel 1841, infatti, Francesco Ricchi la prese in enfiteusi per trent’anni e, oltre ad abbellirla con un giardino all’italiana, vi costruì un anfiteatro composto da palchi e gradinate, da cui si poteva assistere a corse equestri o manifestazioni pubbliche.
Terminato il periodo d’affitto, nel 1871 l’anfiteatro passò sotto il controllo del Comune, che continuò a ospitarvi delle manifestazioni pubbliche. Il 19 giugno 1882, vi ebbe luogo, ad esempio, una cerimonia funebre in onore di Giuseppe Garibaldi, che era morto pochi giorni prima. Fu posta nel mezzo dell’arena una statua del generale scolpita da Adolfo Cozza e di cui non si ha più traccia, se non in alcune vecchie fotografie.
L’anfiteatro è ormai stato demolito da decenni perché in cattivo stato di conservazione e i fossati della rocca sono stati riempiti fin dal 1888 per i lavori della funicolare ad acqua, che collega Orvieto allo scalo sottostante; l'area continua però a ospitare ancora oggi giardini comunali.